# Menü-Taste

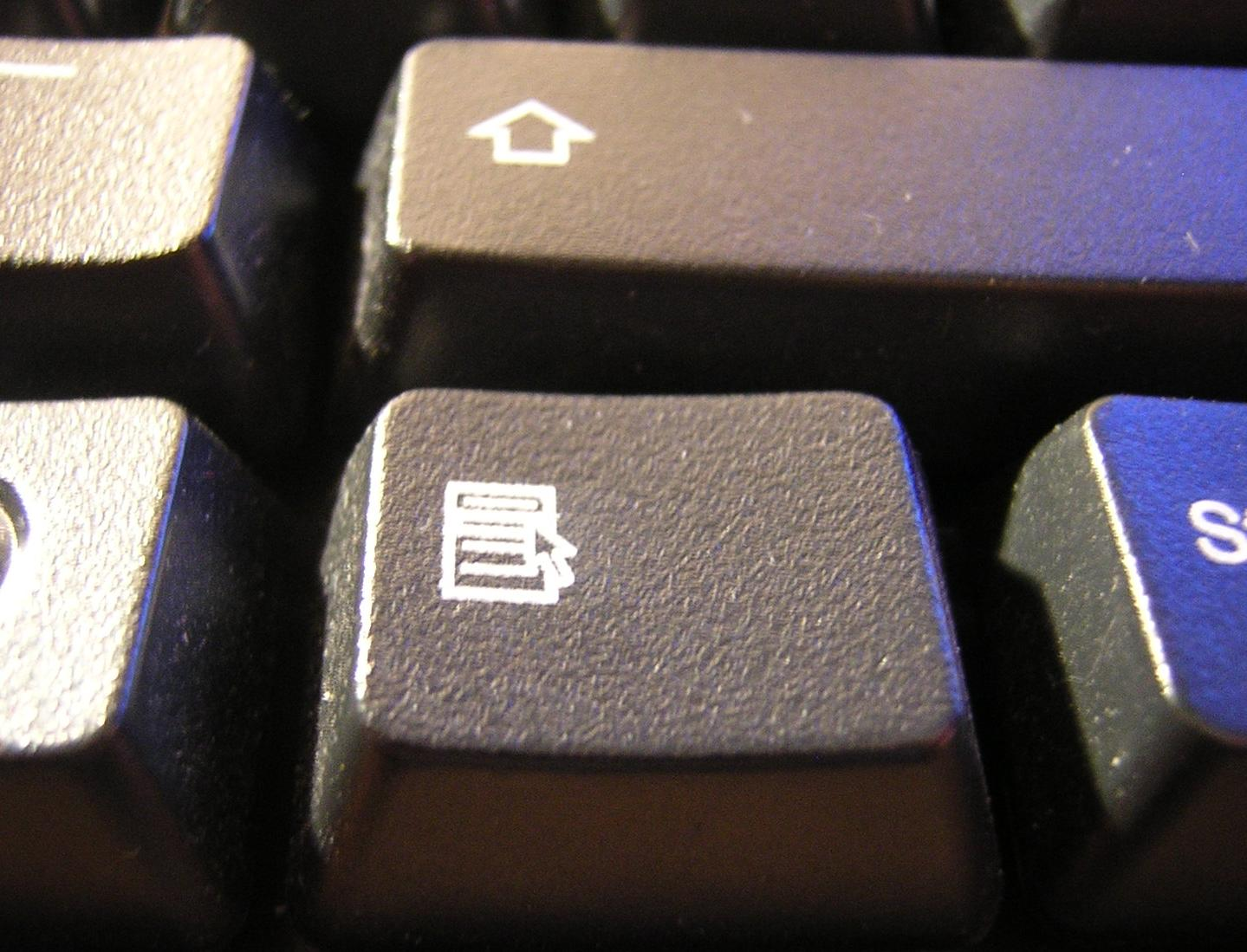
Die Kontextmenü-Taste einer Tastatur

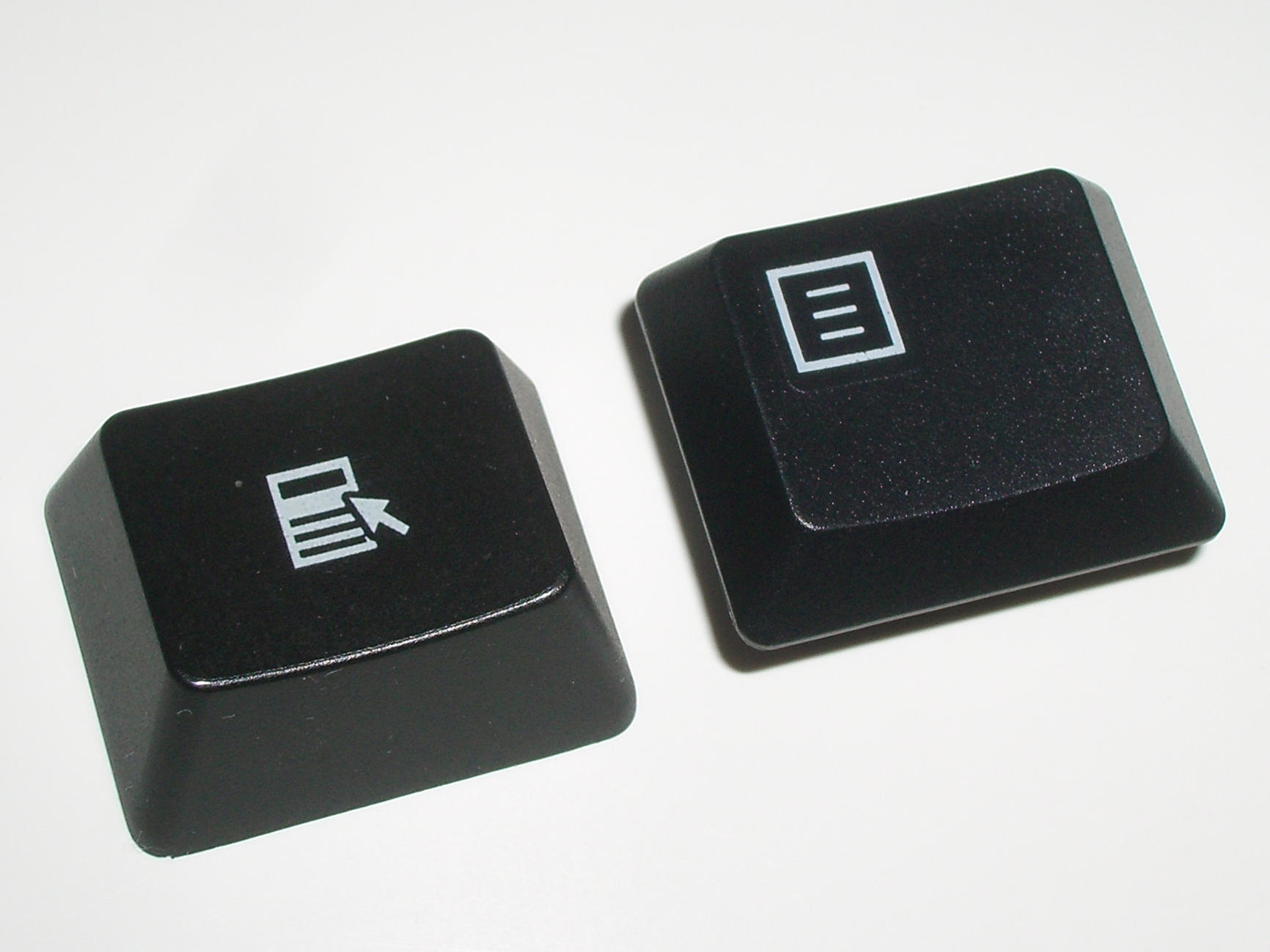
Zwei verschiedene Tastenkappen der Kontextmenü-Taste

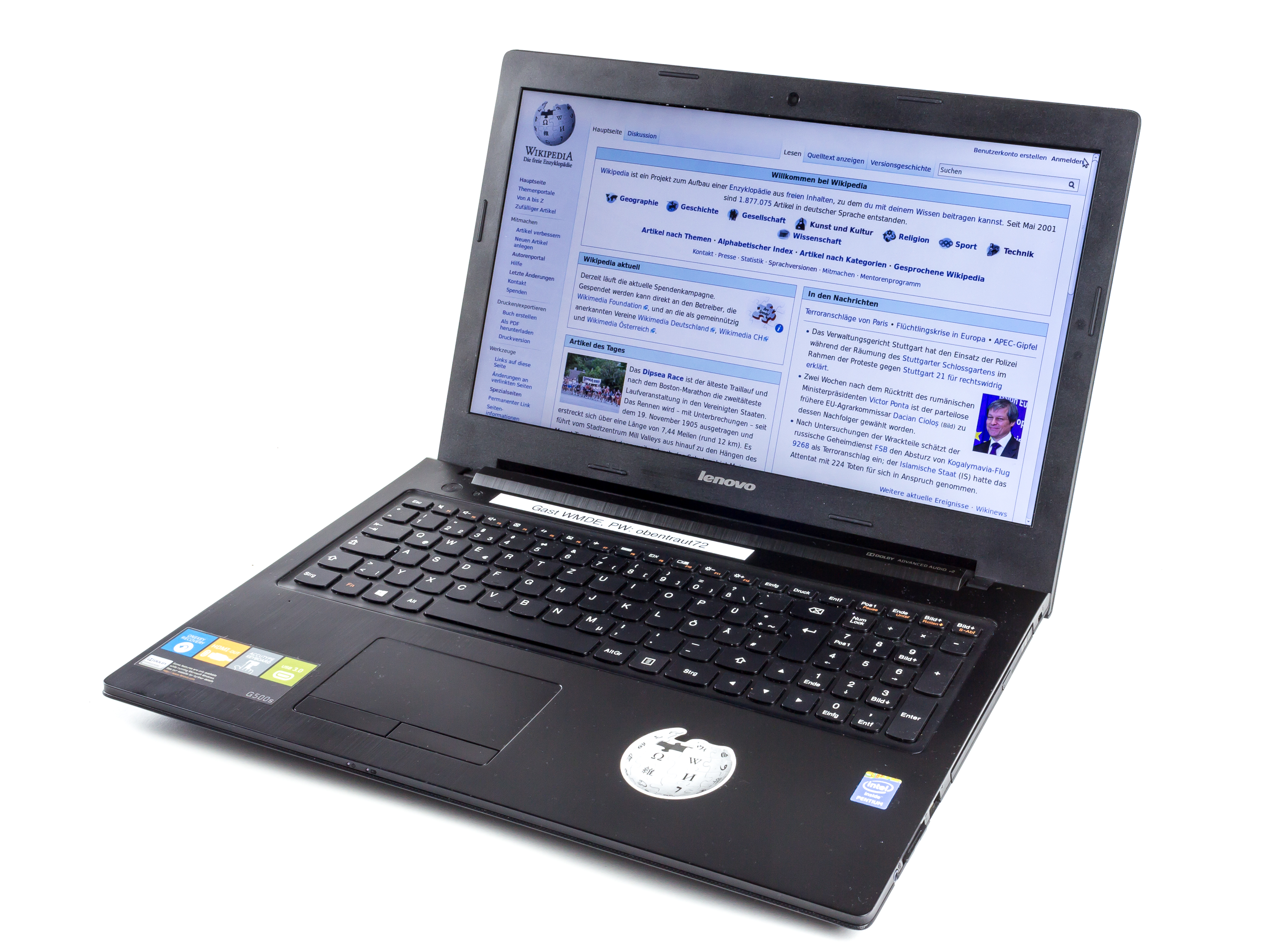
Notebook-Tastatur mit Kontextmenü-Taste zwischen und (rechts).

Die Menü-Taste, als Kompositum auch Menütaste, ist eine Taste auf einer Computertastatur, die zum Aufruf des sogenannten Kontextmenüs dient. Bei Tastaturen, die speziell für Copilot+ PCs zertifiziert sind, wurde die Menü-Taste durch die Copilot-Taste  ersetzt oder diese als Zweitbelegung abgestuft.

## Funktion
Das Kontextmenü enthält eine zur Cursorposition (oder Mauszeigerposition) relevante Funktionsauswahl. Die Funktion der Menü-Taste entspricht meist der Tastenkombination Shift + F10, ausschlaggebend ist dabei einzig der Fokus wie z. B. das gerade aktive Steuerelement eines Dialogs („Cursorposition“, bei grafischen Benutzeroberflächen ist allerdings meist kein Cursor mehr vorhanden). Die Steuerelemente sind meist mit der Tabulatortaste ↹  auswählbar bzw. durchschaltbar. Im Unterschied dazu liefert der Rechtsklick mit der Maus immer ein zur Position des Mauszeigers relevantes Kontextmenü.

## Taste
Die Menü-Taste wurde zusammen mit zwei Windowstasten beim 104/105-Tasten-Layout eingeführt (zuvor 101 Tasten), das im Zuge des Betriebssystems Windows 95 entwickelt wurde. Auf portablen Geräten wie Notebooks wird sie oft aus Platzgründen weggelassen.

## Symbol
Das Tastatursymbol ist standardisiert im ersten Anhang (Amendment 1, 2012) zu ISO/IEC 9995-7:2009 „Information technology – Keyboard layouts for text and office systems – Symbols used to represent functions“ als Symbol 98, sowie in IEC 60417 „Graphical Symbols for use on Equipment“ als Symbol IEC 60417-6089. In Unicode ist das Zeichen zurzeit (September 2012) nicht enthalten, seine Aufnahme ist jedoch beantragt. Für Linux hat die LANANA in der Private Use Area den Codepunkt U+F811 belegt.

Auf Tastaturen nach Mitte der 2010er Jahre findet sich meist ein umrahmtes Hamburger-Menü-Symbol nach IEC 60417, das den (rahmenlosen) Unicode-Zeichen ☰ (U+2630; TRIGRAM FOR HEAVEN) und ≡ (U+2261; IDENTICAL TO) stark ähnelt.

ISO-Tastatursymbol der Menü-Taste nach IEC 60417
Alternative Darstellung des Symbols nach IEC 60417 mit umrahmtem Hamburger-Menü-Symbol